# Артавазд IV
Артавасдес IV Армянский;  также известен как Артавазд II Атропатенский;  Артавазд II из Великой Армении и Мидии-Атропатены ;  Артавасд II  и Артавазд  (20 до н. э. — 6 н. э.) — царь Мидии-Атропатены .  Во время правления в Атропатене Артавазд также был одобренным Римом королем Великой Армении.  

## Происхождение и ранние годы
Артавазд был первым сыном, рожденным королем Атропатены Ариобарзаном II  от неназванной жены. У него был младший брат по имени Гай Юлий Ариобарзан I и, возможно, был племянник по имени Гай Юлий Ариобарзан II.  Артавазд был тезкой своего деда по отцовской линии, ранее правившего Атропатеной и Софеной, Артавазда I.  Артавазд родился и вырос в Атропатене.

## Царствование в Атропатене и Армении
Отец Артавазда, Ариобарзан II, умер 26 июня 4 , и Артавазд сменил своего его на посту царя Мидии Атропатены и Армении.  Он продолжил свое царствование в Артагире, который его покойный сделал своей столицей. Являясь одновременно царем Мидии Атропатены и Армении, как царь первой он известен как Артавазд II, а как царь Армении - как Артавазд III .
Царствование Артавазда длилось недолго. В отличие от своего отца Артавазд не пользовалдся полпулярностью у своих подданных. Как правящий царь над атропатинцами и армянами, он оказался непопулярным монархом. Вскоре после воцарения Артавазд был быстро убит.
В царстве Мидии Атропатены Артавазду наследовал его двоюродный брат по отцовской линии Артабан, а на царствование в Армении римский император Август назначил иродианского князя Тиграна. У Артавасзда от неизвестной женщины остался сын по имени Гай Юлий Артавазд. 

## Свидетельства чеканки монет и ведения описей
Отчеканенные монеты времен Артавазда сохранились до сих пор. Они были датированы от 2 до 10.  Примером этого является одна сохранившаяся монета, датируемая его правлением: на лицевой стороне изображена голова императора Августа с греческой надписью ΘΕΟΥ ΚΑΙΣΑΡΟΣ ΕΥΕΡΓΕΤΟΥ, что означает Цезарь, Бог, Благодетель, а на оборотной стороне изображена голова Артавазда с греческой надписью ΒΑΣΙΛΕΩΣ ΜΕΓΑΛΟΥ ΑΡΤΑΥΑΖΔΟΥ, что означает великий царь Артавазд.
Артавазд упоминается в параграфах 27 и 33 Res Gestae Divi Augusti. В Риме были найдены две эпитафические надписи с его именем. Эпитафии, вероятно, принадлежат сыну и внуку мидийского атропатенского царя по имени Ариобарзан. Однако неясно, относится ли Ариобарзан к Ариобарзану I или Ариобарзану II.

## Примечание
Хотя археологические данные раскрывают и показывают, что Артавазд является сыном Ариобарзана II, существует некоторая путаница и существуют разные теории о происхождении самого Артавазда. Некоторые современные исторические источники и справочники утверждают, что он являлся сыном Артавазда II из Армении, в то время как другие заявляют, что он либо брат, либо двоюродный брат по отцовской линии, Тиграна IV и Эрато. На самом деле Артавазд по отцу был дальним родственником и Артавазда II Армянского, и Тиграна IV, и Эрато .